# Julius Knorr (musiker)

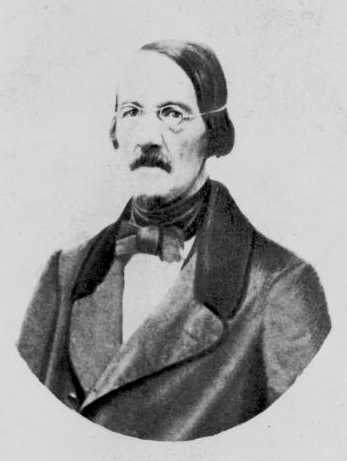
Julius Knorr.

Julius Knorr, född 22 september 1807 i Leipzig, död där 17 juni 1861, var en tysk pianopedagog.
Knorr var en ansedd pianolärare i sin födelsestad. Han utgav bland annat Neue Pianoforteschule (1835; andra upplagan 1841), Methodischer Leitfaden für Klavierlehrer (1849; flera upplagor) och Ausführliche Klaviermethode (1859–60). Han var den, som först framhöll de "tekniska förövningarna" som en viktig del av undervisningen.